# Jan Rodenburg
Jan Rodenburg (Groningen, 8 januari 1942 - Bergen, 7 januari 2017) was een Nederlands redacteur, eindredacteur, hoofdredacteur.

## Levensloop

### Opleiding
Rodenburg werd geboren in Groningen. Hij deed in 1961 het eindexamen HBS-A waarna hij voor twee jaar zijn militaire dienst vervulde. In 1963 studeerde hij sociologie aan de Rijksuniversiteit in Groningen, en was in die zelfde periode journalist bij het Nieuwsblad van het Noorden. Hierna studeerde hij Politieke en Sociale Wetenschappen aan de Universiteit van Amsterdam en was tijdens zijn studiejaren werkzaam in de horeca en op kantoor bij de NMB. In 1977 behaalde hij zijn diploma op de Sociale Academie in Amsterdam.

### Loopbaan
Rodenburg begon in 1969 na het afbreken van zijn studie te werken bij het NOS Journaal als bureauredacteur. Hierna was hij vier jaar werkzaam als vormingsleider bij het vormingswerk voor werkende jongeren en werkte parttime in het onderwijs in Alkmaar. Toch lokte het landelijke nieuws weer en hij kwam in 1976 in  dienst bij het NOS Journaal. Na een periode als bureauredacteur werd hij gevraagd als chef buitenland. Tevens was hij in de beginperiode betrokken bij de opstart van het Jeugdjournaal. In 1987 wordt hij uiteindelijk adjunct hoofdredacteur en twee jaar later plaatsvervangend hoofdredacteur. Vlak voor de overgang van het millennium verruilt hij zijn plek in de hoofdredactie voor een bijzondere positie als eindredacteur en projectleider bij NOS Actueel. Hier richt hij zich op speciale projecten in het kader van Actuele Programma's voor de Televisie over onder andere (koninklijke) feesten en evenementen. In 2004 ging hij met pensioen en hij overleed in 2017.

## Tv-programma's
- NOS Journaal (1969-1998)
- Koningin Beatrix 60 jaar (1998)
- Herdenking Vrede van Munster (1998)
- NOS Actueel (1999-2004)
- Nelson Mandela in Nederland (1999)
- Koninginnedagconcert (1999-2003)
- Nationale dodenherdenking (1999-2003)
- Slotconcert 1999 (1999)
- Opening Holland Festival (1999-2000)
- Verkiezingen in Europa (1999)
- Hallo 2000 (2000)
- Huwelijk Prins Bernhard jr. en Annette Sekrève (2000)
- M2 (2000)
- Amerikaanse verkiezingen (2000)
- Inauguratie George W. Bush jr. (2001)
- Slotconcert op de Amstel (2001)
- Staatsbezoek Rusland (2001)
- Prins Bernhard 90 jaar (2001)
- De nacht van de euro (2001)
- 400 jaar VOC (2002)
- Nelson Mandela in Carré (2002)
- Bevrijdingsdag (2002-2003)
- RTV Drenthe (2006)
- 100 jaar Shell (2006-2007)